# えびす (料理)

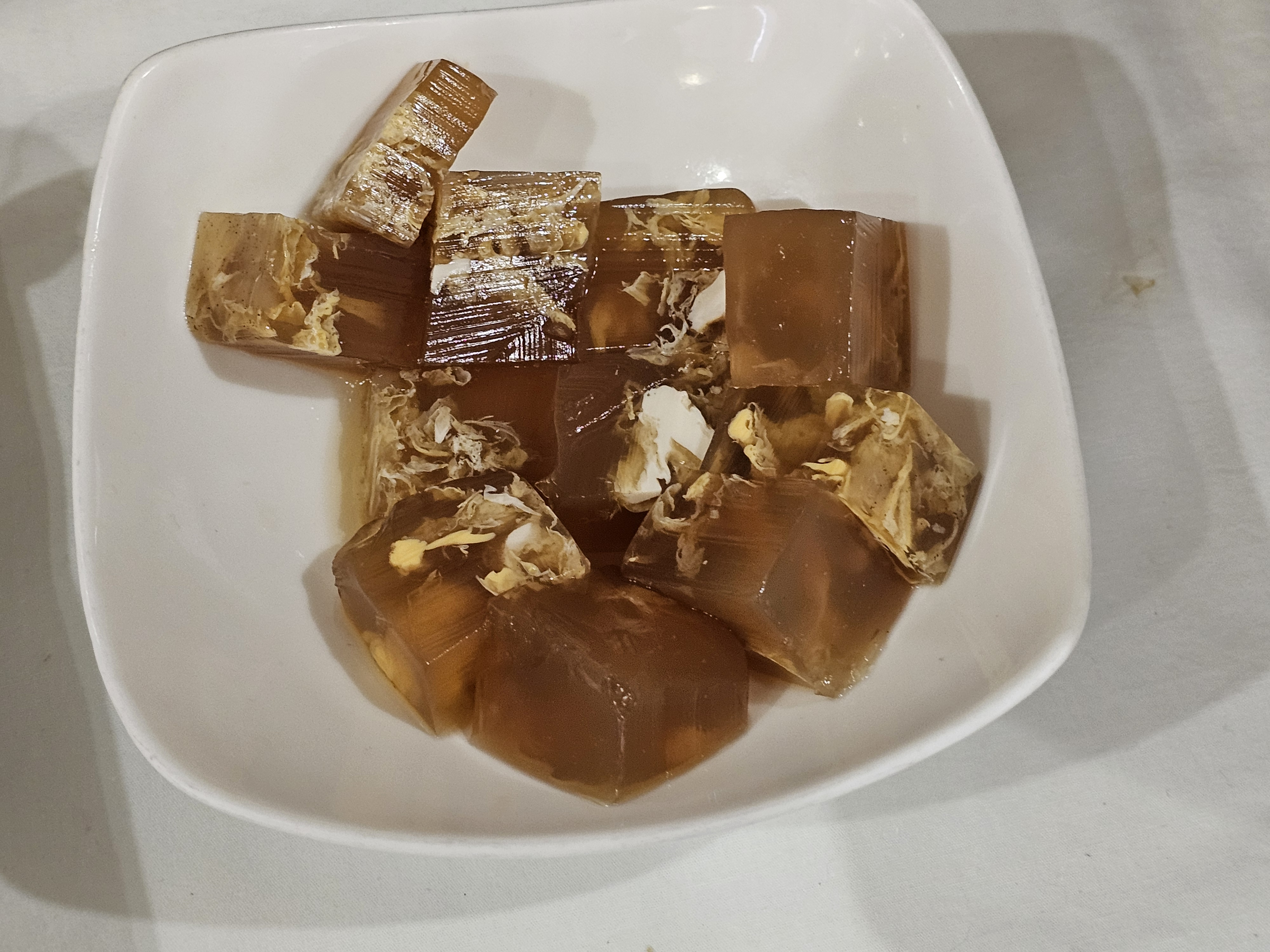
富山県の郷土料理「べっこう」

えびすとは、石川県金沢市の郷土料理である。べろべろとも言う。富山県ではべっこうとも言われる。

## 概要
江戸時代の料理書『江戸料理通』『料理百珍』に記される「たまご寒天」がルーツとされる。当時、貴重品だった卵と砂糖をごちそうに仕立てたものである。祭礼や正月のおせち料理によく振舞われる。
水に浸した寒天を弱火にかけて溶かし、しょうゆ、みりん、砂糖、生姜を加えた後、溶き卵を流し込んで固める。金沢や能登では砂糖と醤油が味付けのベースになるため、べっこう色の見た目をしているが、小松や加賀地区では砂糖と塩で味付けするため、白っぽい見た目になる。